# Frankfurt Hauptbahnhof
Frankfurt Hauptbahnhof er hovedbanegård i Frankfurt am Main. Den er en af de vigtigste jernbaneknudepunkter i Tyskland og bruges af ca. 350.000 passagerer dagligt ekskl. transferpassagerer. Den er ligeledes begyndelsespunktet for Frankfurt U-Bahns linje U4 og U5. Stationsbygningen er designet af Hermann Eggert og Johann Wilhelm Schwedler og åbnede i 1888. 
| Foregående station                                                         |                        | Deutsche Bahn                                                                                                  |  | Efterfølgende station                                   |
| -------------------------------------------------------------------------- | ---------------------- | --- |  | ------------------------------------------------------- |
| Hanau Hbfmod Berlin Ostbf                                                  |                        | ICE 11 Berlin / Wiesbaden - Mannheim - MünchenBerlin                                                           |  | Mannheim Hbfmod München Hbf                             |
| Hanau Hbfmod Berlin Ostbf                                                  |                        | ICE 12 Berlin - Interlaken                                                                                     |  | Mannheim Hbfmod Interlaken Ost                          |
| Kassel-Wilhelmshöhemod Kiel Hbf eller Hamburg-Altona                       |                        | ICE 20 Kiel - Frankfurt am Main - Wiesbaden / Zürich                                                           |  | Frankfurt (Main) Flughafen Fernbfmod Zürich HB          |
| Kassel-Wilhelmshöhemod Kiel Hbf eller Hamburg-Altona                       |                        | ICE 20 Kiel - Frankfurt am Main - Wiesbaden / ZürichWiesbaden                                                  |  | Mannheim Hbfmod Wiesbaden Hbf                           |
| Kassel-Wilhelmshöhemod Kiel Hbf, Hamburg-Altona eller Oldenburg (Oldb) Hbf |                        | ICE 22 Kiel / Oldenburg - Hannover - Stuttgart                                                                 |  | Frankfurt (Main) Flughafen Fernbfmod Stuttgart          |
| Frankfurt (Main) Flughafen Fernbfmod Hamburg-Altona                        |                        | ICE 31 Hamborg - Hagen - München                                                                               |  | Hanau Hbfmod München Hbf                                |
| Frankfurt (Main) Flughafen Fernbfmod Dortmund Hbf                          |                        | ICE 41 Dortmund - München                                                                                      |  | Aschaffenburgmod München Hbf                            |
| Frankfurt (Main) Flughafen Fernbfmod Köln Hbf                              |                        | ICE 49 Köln - Frankfurt am Main                                                                                |  | Endestation                                             |
| Fuldamod Dresden Hbf                                                       |                        | ICE 50 Dresden - Leipzig - Hannover / Wiesbaden                                                                |  | Frankfurt (Main) Flughafen Fernbfmod Wiesbaden Hbf      |
| Endestation                                                                |                        | ICE 78 Frankfurt am Main - Amsterdam                                                                           |  | Frankfurt (Main) Flughafen Fernbfmod Amsterdam Centraal |
| Endestation                                                                |                        | ICE 79 Frankfurt am Main - Bruxelles                                                                           |  | Frankfurt (Main) Flughafen Fernbfmod Bruxelles-Syd      |
| Endestation                                                                |                        | ICE 82 Frankfurt am Main - Paris                                                                               |  | Mannheim Hbfmod Paris Est                               |
| Frankfurt (Main) Flughafen Fernbfmod Dortmund Hbf                          |                        | ICE 91 Dortmund - Wien                                                                                         |  | Hanau Hbfmod Wien Westbf                                |
| Gießenmod Ostseebad Binz, Westerland eller Hamburg-Altona                  |                        | IC 26 Binz / Vesterland - Hamborg - Karlsruhe / Koblenz / Passau / Oberstdorf / BerchtesgadenKarlsruhe-Koblenz |  | Darmstedtmod Karlsruhe Hbf eller Koblenz                |
| Gießenmod Ostseebad Binz, Westerland eller Hamburg-Altona                  | Wormsmod Karlsruhe Hbf | IC 26 Binz / Vesterland - Hamborg - Karlsruhe / Koblenz / Passau / Oberstdorf / BerchtesgadenKarlsruhe-Koblenz |  |                                                         |
| Endestation                                                                |                        | IC 87 Frankfurt am Main - Zürich                                                                               |  | Darmstedtmod Zürich HB                                  |
| Foregående station                                                         |                        | EuroNight |  | Efterfølgende station                                   |
| Mainz Hbfmod Köln Hbf                                                      |                        | Hans Albers Hamborg/Köln - WienKöln                                                                            |  | Nürnberg Hbfmod Wien Hbf                                |
| Foregående station                                                         |                        | D-Nacht |  | Efterfølgende station                                   |
| Mannheimmod Basel SBB                                                      |                        | Basel - Moskva                                                                                                 |  | Berlin Hbfmod Moskva Belorussky                         |

50°6′25″N 8°39′45″Ø / 50.10694°N 8.66250°Ø